# Payam-e-Zan

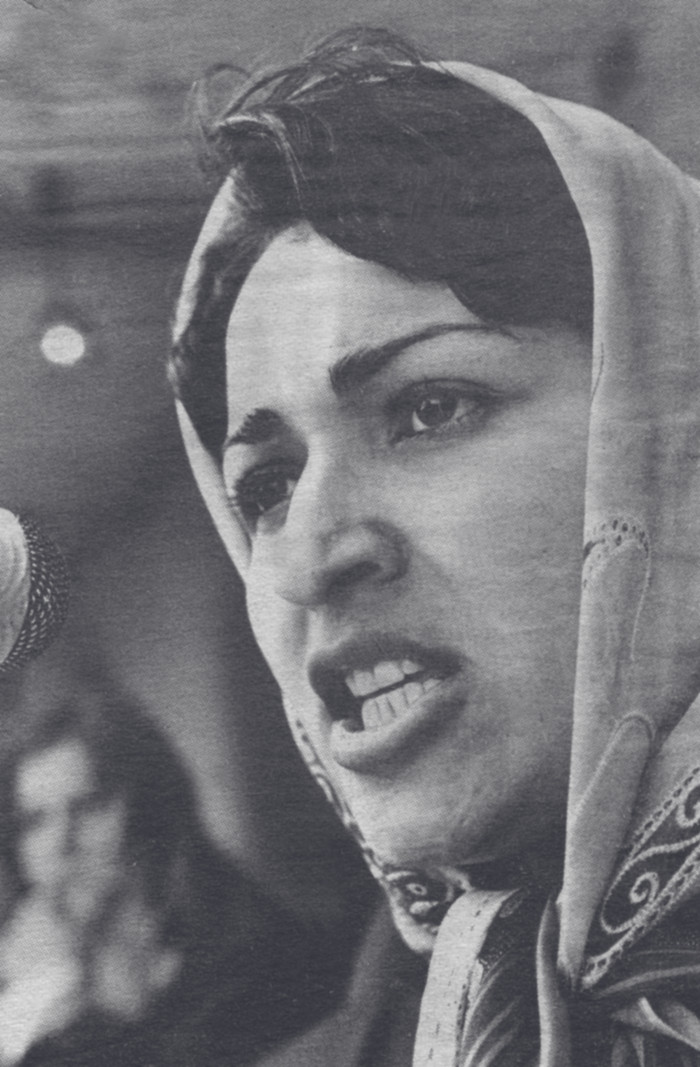
Meena Keshwar Kamal (1956-1987), fundadora de Payam-e-Zan

Payam-e-Zan es una revista femenina publicada en Afganistán por la Asociación Revolucionaria de Mujeres de Afganistán (RAWA). Traducido literalmente, significa "Mensaje de las Mujeres". Comenzó como una publicación trimestral en persa, pastún y urdu centrada en los derechos de las mujeres y se oponía al fundamentalismo con desde el socialismo. Se convirtió en una fuente clave de noticias sobre política y sociedad en general. Actualmente es una revista en línea como parte de www.rawa.org. 
La revista comenzó a publicarse en 1981, fundada por Meena Keshwar Kamal. Era distribuida en gran parte por voluntarias de la RAWA, a menudo con un riesgo personal considerable. Por lo general, una voluntaria recorría los mercados de Pakistán y Afganistán con ejemplares de la revista y, a medida que se corría la voz, las mujeres encontraban a la distribuidora. Las trabajadoras de la RAWA no solían trabajar en sus ciudades de origen para evitar ser reconocidas y perseguidas.